# Afromynoglenes
Afromynoglenes parkeri es una especie de araña araneomorfa de la familia Linyphiidae. Es el único miembro del género monotípico Afromynoglenes.

## Distribución
Es un endemismo de Etiopía.